# Gnolus spiculator
Gnolus spiculator là một loài nhện trong họ Mimetidae.
Loài này thuộc chi Gnolus. Gnolus spiculator được miêu tả năm 1849 bởi Nicolet.